# Прокинься з Ектором
«Прокинься з Ектором» — українське кулінарне ранкове телешоу на телеканалі СТБ.
Ведучим проекту є канадський і український шеф-кухар, суддя проекту «МастерШеф» Ектор Хіменес-Браво.

## Формат
Формат є власним виробництвом українського телеканалу СТБ. Ведучий проекту, яким є Ектор Хіменес-Браво, запрошує в ранковий ефір іменитого гостя. У процесі випуску гість пропонує один інгредієнт ведучому і за сумісництвом шеф-кухарю, який за допомогою цього інгредієнта повинен приготувати разом з гостем страву, яка повинна сподобається гостю. При цьому сам інгредієнт, який називає гість, абсолютно не до вподоби цьому гостеві.
Під час процесу приготування, гість і ведучий ведуть активну бесіду, в якій розкривають різні таємниці з життя один одного. В тему бесіди входять не тільки життєві деталі один одного, а й чутки, які стосуються різних зірок українського шоу бизнесу.
Проект виходить в ефір телеканалу СТБ щонеділі, а саме шоу в ефірі з 15 вересня 2019 року.